# Chris Booth
Chris Booth  (Kerikeri, Bay of Islands, 30 de diciembre de 1947)   es un escultor neozelandés. Fue el receptor en 1982 de la Beca Frances Hodgkins (en:).
Booth estudió en la escuela de Bellas Artes de la University of Canterbury durante dos años y posteriormente completó su formación trabajando junto a prominentes escultores como Barbara Hepworth (1903-1975) y Denis Mitchell en Cornualles. 
En 1982 obtuvo la beca Frances Hodgkins, que le facilitó una residencia en la  Universidad de Otago en Dunedin.
Los trabajos de Booth – la mayor parte de ellos por encargo – son habitualmente de tipo monumental y pueden encontrarse a lo largo de Nueva Zelanda, Australia, Europa y Norteamérica.
Booth aparece retratado en el documental de 1991 When A Warrior Dies (cuando un guerrero muere) que se centró en la construcción de una escultura muy grande e imponente en la bahía de Matauri con vistas a la Islas Cavalli (en:) para el pueblo Ngati Kura del distrito. La escultura se encuentra frente al lugar de reposo del barco MV Rainbow Warrior que fue bombardeado y hundido por agentes secretos de la DGSE del Gobierno de Francia en Auckland el 10 de julio de 1985. La hélice del Rainbow Warrior está instalada en el centro de la escultura,  acompañada por un arco de grandes piedras de basalto recuperadas de una playa local.

## Obras (selección)
- Memorial Rainbow Warrior  (1988/90), Matauri Bay (Nueva Zelanda)
- Peacemaker (1991),[6] Jardín Botánico de Wellington
- Slate Flight (1995), jardín de esculturas de Grizedale Forest (en:)
- Keeper of the Flame (1997), Paseo de esculturas en Gold Coast, Queensland
- Spinney Cairn (1998), Glastonbury, Somerset
- Stele di Sella (1998), Arte Sella en Borgo Valsugana (Italia)
- Sky Stone Strata (2000), Hampstead en Londres
- Steinberger Strata (2000), Erlebniswelt steinzeichen en Baja Sajonia
- Îles des Silences (2001), Saint-Étienne-des-Grès (Quebec), Canadá
- Strata (2001), Axa Plaza en Melbourne
- Varder III (2003),[7] Tietjerk, Países Bajos
- Echo van de Veluwe (2004/05), Parque de esculturas del Kröller-Müller Museum - nl: - en Otterlo, Países Bajos
- Te Whiringa o Manoko (1978/2009) en Kerikeri, Nueva Zelanda
- Wurrungwuri,[8] Jardines Botánicos en Sídney (Australia)

El artista vive y trabaja en su ciudad natal Kerikeri y se ha especializado en el arte de la tierra - y los llamados proyectos de sitio específico, que lleva a cabo a nivel local. Algunos de los proyectos a menudo llevan meses o años de trabajo preparatorio hasta su terminación. De este modo para el proyecto del Museo Kröller-Müller vivió en Holanda durante 2004 y 2005.